# EyeOS

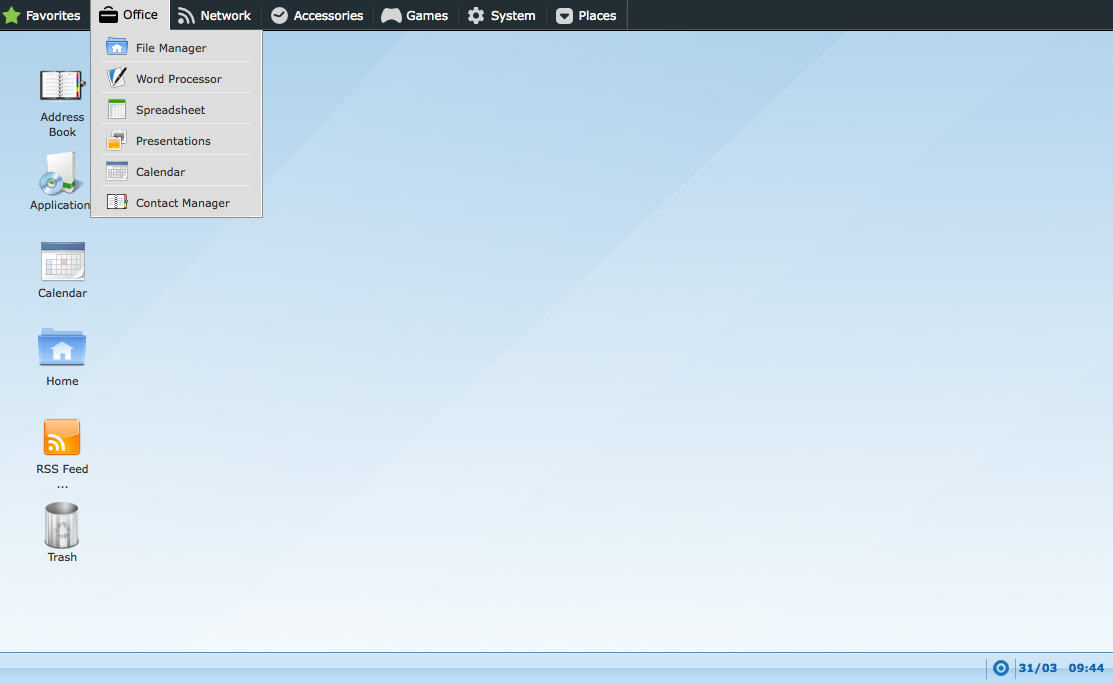
eyeOS 1.85 Desktop

eyeOS é um sistema para escritórios, de código aberto, gratuito e multi-plataforma que utiliza os conceitos da Cloud computing, baseado na área de trabalho de um sistema operacional. É licenciado sobre a licença GPL. O pacote básico inclui uma estrutura completa de um sistema operacional e algumas aplicações de escritório, como um processador de texto, calendário, gerenciador de arquivos, programa mensageiro, navegador, calculadora, entre outros.
eyeOS é um projeto que iniciou com um pequeno grupo de programadores em Barcelona, na Espanha. Ele usa os poderes atuais do HTML, PHP, AJAX e JavaScript para disponibilizar um ambiente de área de trabalho dinâmico e com mobilidade. A diferença para outros ambientes de trabalho é que você inicia a sua área de trabalho e todos os aplicativos do eyeOS de dentro de um navegador de Internet. 

## Desenvolvimento para o eyeOS
O eyeOS oferece para desenvolvedores um toolkit com várias ferramentas que permitem desenvolver aplicações para o sistema. Ele permite também, por meio do eyeSoft, a criação de um repositório para realizar a distribuição de seus aplicativos para o eyeOS. É possível distribuir os softwares desenvolvidos em um site mantido pela comunidade.

## Utilização do eyeOS
Para utilizar o eyeOS, o usuário necessita ter em seu computador um sistema operacional instalado, com acesso a internet ou a uma intranet e um browser. Você não precisa de nenhum programa instalado em seu computador além de um navegador que suporte AJAX para executar o sistema operacional. Para rodar applets Java ou programas em Flash é necessário ter instalado no seu browser o plugin do Flash e a JRE. Com estes requisitos você pode utilizar o eyeOS com todos os recursos que um usuário necessita utilizar em um sistema operacional.

## Áreas de uso do eyeOS
O eyeOs pode ser utilizado de várias maneiras desde empresas a escolas. Uma das características do sistema voltadas para o uso pessoal é a mobilidade de arquivos. Ele permite o acesso aos arquivos do usuário armazenados e ainda permite o usuário editar os arquivos pela internet.

Já para o ramo de administração o eyeOs permite a comunicação entre os usuários que utilizam o sistema, sendo que devido ele rodar diretamente no browser não importa qual sistema operacional e hardware o funcionário está utilizando. O setor público da cidade de Barcelona já utiliza uma aplicação baseada em eyeOS. Empresas que desejam utilizar o eyeOS pode solicitar sua personalização, colocando o logotipo da empresa no sistema operacional. Este ainda pode ser instalado nos servidores da empresa.
 Já em escolas, o uso das aplicações baseadas em eyeOS permitem a integração e troca de arquivos entre professores e alunos, permitindo diferenças na área de trabalho dos alunos de acordo com a idade, e na área de trabalho dos professores, estes tem disponibilidade de criação de documentos para ser compartilhado com os alunos.